# 卡恩塔波德
卡恩塔波德（Kantaphod），是印度中央邦德瓦斯县的一个城镇。总人口9240（2001年）。

## 人口
该地2001年总人口9240人，其中男性4796人，女性4444人；0—6岁人口1640人，其中男886人，女754人；识字率52.36%，其中男性为62.66%，女性为41.25%。